# Jorge Preloran
Jorge Preloran (* 28. Mai 1933 in Buenos Aires; † 28. März 2009 in Culver City) war ein argentinisch-US-amerikanischer Dokumentarfilmer.

## Leben
Preloran wurde in Buenos Aires als Sohn eines argentinischen Vaters und einer irisch-amerikanischen Mutter geboren. Nach einem ersten Kurzfilm namens Venganza (1954) verließ er Argentinien und studierte an der University of California, Los Angeles (UCLA) Filmwissenschaften. Seinen Abschluss machte er 1961. Mit seiner doppelten Staatsbürgerschaft diente er bei den Streitkräften der Vereinigten Staaten und war in Deutschland stationiert. 1961 begann seine Filmkarriere bei der Tinker Foundation, für die er Filme über Gauchos drehte. Mit diesen Filmen gilt er als Pionier des Ethnobiographischen Films, in dem verschiedene Ethnien nicht als „primitiv“ und „exotisch“, sondern Individuen in ihrer natürlichen Umgebung und unvoreingenommen dargestellt werden. Zu seinen üblichen Vorgehensweisen zählte sich Monate im Vorhinein mit dem Subjekt seiner Arbeit vertraut zu machen und eine Beziehung aufzubauen sowie Ratschläge von den Dargestellten anzunehmen.
Von 1963 bis 1969 drehte er vor allem Filme über die argentinische Folklore für die Universidad Nacional de Tucumán in der Provinz Tucumán. 1969 drehte er Hermógenes Cayo (Imaginero), der als einer der zehn besten argentinischen Filme gilt. In seiner langen Karriere drehte er mehr als 50 Filme. Sein Film Luther Metke at 94, den er gemeinsam mit Richard C. Hawkins produzierte, wurde als „Bester Dokumentar-Kurzfilm“ bei der Oscarverleihung 1981 nominiert.
Preloran lehrte von 1976 bis 1994 an der UCLA School of Theater, Film and Television. 2007 spendete er sein Lebenswerk dem Human Studies Film Archives der Smithsonian Institution. Er verstarb am 28. März 2009 im Alter von 75 Jahren.

## Filmografie (Auswahl)
- 1954: Venganza (Kurzfilm)
- 1961: Death Be Not Proud
- 1969: Hermógenes Cayo (Imaginero)
- 1972: La iglesia de Yavi
- 1973: The Ona People
- 1975: The Warao People
- 1979: Luther Metke at 94  (Kurz-Dokumentarfilm)
- 1980: Hector de Mauro Puppeteer
- 1983: Mi tía Nora